# Мушмула
Мушмулата (Mespilus) е род растения от семейство розови, състоящ се от два вида – Mespilus germanica или обикновена мушмула, която е дърво, популярно с плодовете си още от Римската империя и Mespilus canescens, която е малко дърво или храст, открита 1990 година в Арканзас, Северна Америка.